# EIF3K
EIF3K (англ. Eukaryotic translation initiation factor 3 subunit K) – білок, який кодується однойменним геном, розташованим у людей на короткому плечі 19-ї хромосоми. Довжина поліпептидного ланцюга білка становить 218 амінокислот, а молекулярна маса — 25 060.
| 10         |  | 20         |  | 30         |  | 40         |  | 50         |
| ---------- |  | ---------- |  | ---------- |  | ---------- |  | ---------- |
| MAMFEQMRAN |  | VGKLLKGIDR |  | YNPENLATLE |  | RYVETQAKEN |  | AYDLEANLAV |
| LKLYQFNPAF |  | FQTTVTAQIL |  | LKALTNLPHT |  | DFTLCKCMID |  | QAHQEERPIR |
| QILYLGDLLE |  | TCHFQAFWQA |  | LDENMDLLEG |  | ITGFEDSVRK |  | FICHVVGITY |
| QHIDRWLLAE |  | MLGDLSDSQL |  | KVWMSKYGWS |  | ADESGQIFIC |  | SQEESIKPKN |
| IVEKIDFDSV |  | SSIMASSQ   |  |            |  |            |  |            |

A: Аланін

C: Цистеїн

D: Аспарагінова кислота

E: Глутамінова кислота

F: Фенілаланін

G: Гліцин

H: Гістидин

I: Ізолейцин

K: Лізин

L: Лейцин

M: Метіонін

N: Аспарагін

P: Пролін

Q: Глутамін

R: Аргінін

S: Серин

T: Треонін

V: Валін

W: Триптофан

Кодований геном білок за функціями належить до факторів ініціації, фосфопротеїнів. 
Задіяний у таких біологічних процесах, як біосинтез білків, ацетилювання, альтернативний сплайсинг. 
Локалізований у цитоплазмі, ядрі.